# Nationaal park Tiilikkajärvi
Nationaal park Tiilikkajärvi (Fins: Tiilikkajärven kansallispuisto/ Zweeds: Tiilikkajärvi nationalpark) is een nationaal park in Kainuu en Pohjois-Savo in Finland. Het park werd opgericht in 1982 en is 34 vierkante kilometer groot. Het landschap bestaat uit bossen, veen, esker, het Tiilikkajärvi-meer met stranden en moerassen. In het park leeft de keep, bosgors, gele kwikstaart, regenwulp, parelduiker, kleine plevier, moerassneeuwhoen, taigagaai, haakbek en de bever.